# Eva-Maria Faber

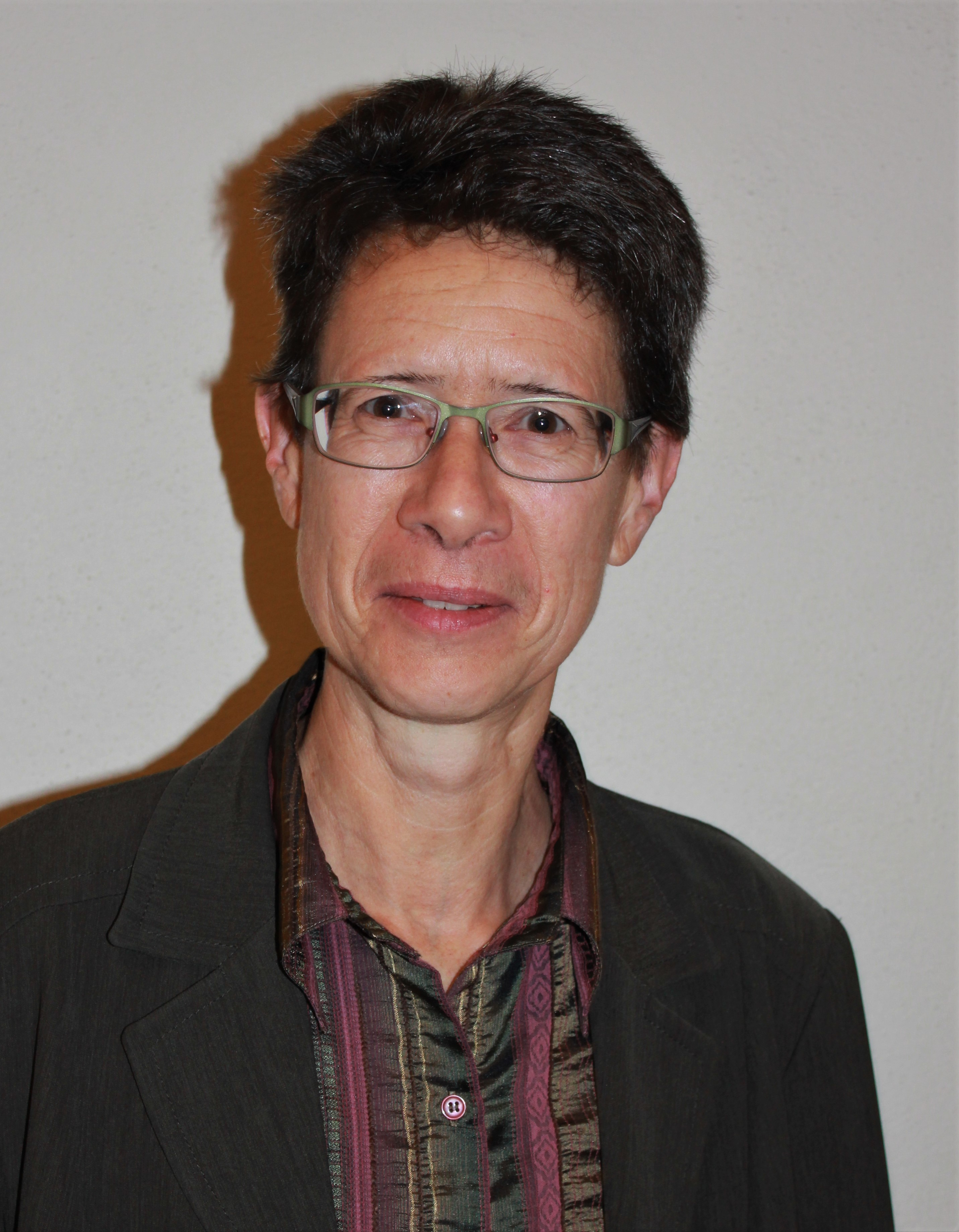
Eva-Maria Faber (2017)

Eva-Maria Faber (* 28. Juli 1964 in Osnabrück) ist eine römisch-katholische Theologin und Professorin für Dogmatik und Fundamentaltheologie an der Theologischen Hochschule Chur. Ihre Forschungsschwerpunkte sind die theologische Verantwortung von Kirchenreformen, die Ökumene, aufgrund ihrer Calvinforschung die Reformationszeit sowie die dogmatisch und spiritualitätstheologisch geprägten Werke des Religionsphilosophen Erich Przywara. 

## Leben und Werk
Faber studierte von 1983 bis 1989 katholische Theologie in Münster, Toulouse und Freiburg i. Br. 1992 erfolgte die Promotion zum Thema Kirche zwischen Identität und Differenz. Die ekklesiologischen Entwürfe von Romano Guardini und Erich Przywara. Zum Sommersemester 1996 erhielt Faber einen Lehrauftrag an der Theologischen Fakultät der Hochschule Luzern (heute: Universität Luzern, der Titel Hochschule Luzern ist auf die Fachhochschule übergegangen).
1998 habilitierte sie sich für die Fachgebiete Dogmatik und Ökumenische Theologie mit einer Studie zur Symphonie von Gott und Mensch. Die responsorische Struktur von Vermittlung in der Theologie Johannes Calvins. Am 7. Juli 2000 wurde sie zur ordentlichen Professorin für Dogmatik und Fundamentaltheologie an der Theologischen Hochschule Chur (TH Chur) ernannt. Von 2007 bis 2017 war Faber und seit 2023 ist sie Rektorin der TH Chur.

## Mitgliedschaft in Institutionen
Faber ist Mitglied der Arbeitsgemeinschaft der katholischen Dogmatiker und Fundamentaltheologen des deutschen Sprachraums. 
Faber gehört mehreren ökumenischen und ökumenebezogenen Gremien an. Sie ist Mitglied im Ökumenischen Arbeitskreis evangelischer und katholischer Theologen und Konsultorin des Päpstlichen Rates zur Förderung der Einheit der Christen. Zudem fungiert sie als Beraterin der Internationalen Lutherisch/römisch-katholischen Kommission für die Einheit und ist seit 2016 Mitglied des Wissenschaftlichen Beirates der Theologischen Quartalschrift. Sie war Mitglied einer internationalen Arbeitsgruppe zur Vertiefung der biblischen Grundlagen der Rechtfertigungslehre im Auftrag des Päpstlichen Rates zur Förderung der Einheit der Christen.
Seit März 2024 ist Faber Mitglied der Europäischen Akademie der Wissenschaften und Künste und ist Teil der Klasse VII "Weltreligionen".

## Auszeichnungen
Am 27. November 2000 erhielt Faber den Lehrpreis des Landes Baden-Württemberg für die Universität Freiburg i. Br.

## Bücher
- Entschlossen vorangehen! Ignatianische Spiritualität als Stachel für die ökumenische Praxis. Aschendorff, Münster 2023, ISBN 978-3-402-25008-2
- Finden, um zu suchen. Der philosophisch-theologische Weg von Erich Przywara. Aschendorff, Münster 2020, ISBN 978-3-402-24634-4
- mit Daniel Kosch (Hrsg.): Dem Eidgenössischen Bettag eine Zukunft bereiten. Geschichte, Aktualität und Potenzial eines Feiertags. Edition NZN bei Theologischer Verlag Zürich, Zürich 2017, ISBN 978-3-290-20139-5
- Lebenswelt und Theologie: Herausforderungen einer zeitsensiblen theologischen Lehre und Forschung. Academic Press, Freiburg i.Ü. 2012, ISBN 978-3-7278-1729-8
- Einführung in die katholische Sakramentenlehre. Wissenschaftliche Buchgesellschaft, Darmstadt 2011, ISBN 978-3-534-24445-4
- Du neigst dich mir zu und machst mich groß: zur Theologie von Gnade und Rechtfertigung. Pustet, Regensburg 2005, ISBN 3-7867-8576-7
- Warum? Der Glaube vor dem Leiden. Academic Press, Freiburg i.Ü. 2003, ISBN 3-7278-1439-X
- Zur Ökumene verpflichtet. Academic Press, Freiburg i.Ü. 2003, ISBN 3-7278-1458-6
- Symphonie von Gott und Mensch: die responsorische Struktur von Vermittlung in der Theologie Johannes Calvins. Neukirchener, Neukirchen-Vluyn 1999, ISBN 3-7887-1722-X
- Kirche – Gottes Weg und die Träume der Menschen. Echter, Würzburg 1994, ISBN 3-429-01607-X
- Kirche zwischen Identität und Differenz: die ekklesiologischen Entwürfe von Romano Guardini und Erich Przywara. Echter, Würzburg 1993, ISBN 3-429-01491-3